# Cerro El Cochino
El Cerro El Cochino es una formación de montaña ubicada en el extremo Este del Municipio Unión en el estado Falcón, al occidente de Venezuela. A una altitud de 1.177 m s. n. m. el Cerro El Cochino es una las montañas más altas en Falcón. El Cerro El Cochino colinda y se continúa hacia el Este con el parque nacional Cueva de la Quebrada del Toro.